# Prästost

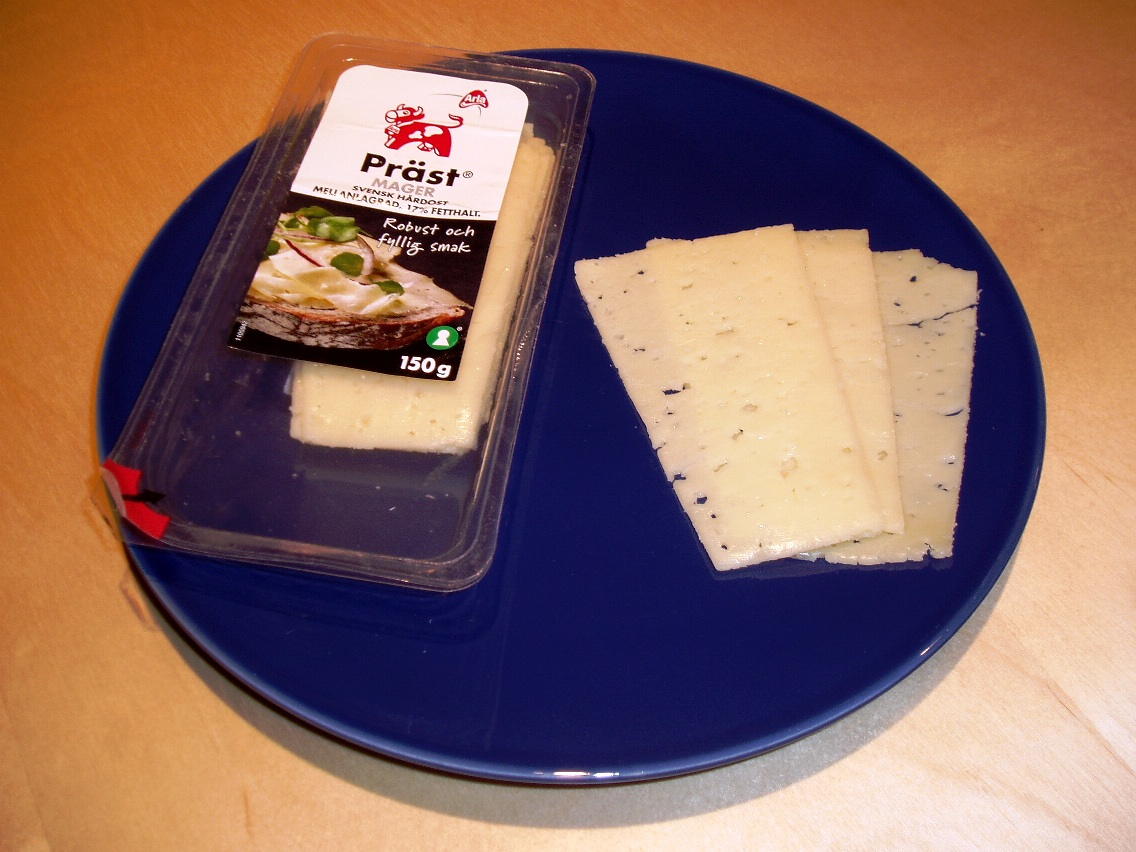
Prästost

Prästost este o varietate de brânză ce provine din Suedia. Spre deosebire de metodele mai vechi de fabricație, astăzi această varietate se fabrică din lapte de vacă pasteurizat.